# Big Coppitt Key
Big Coppitt Key és una concentració de població designada pel cens dels Estats Units a l'estat de Florida. Segons el cens del 2000 tenia 2.595 habitants.

## Demografia
Segons el cens del 2000, Big Coppitt Key tenia 2.595 habitants, 1.108 habitatges, i 681 famílies. La densitat de població era de 726 habitants per km².
Dels 1.108 habitatges en un 24,2% hi vivien nens de menys de 18 anys, en un 46,4% hi vivien parelles casades, en un 7,9% dones solteres, i en un 38,5% no eren unitats familiars. En el 26,1% dels habitatges hi vivien persones soles el 6,6% de les quals corresponia a persones de 65 anys o més que vivien soles. El nombre mitjà de persones vivint en cada habitatge era de 2,34 i el nombre mitjà de persones que vivien en cada família era de 2,77.
Per edats la població es repartia de la següent manera: un 19,3% tenia menys de 18 anys, un 5,9% entre 18 i 24, un 32,4% entre 25 i 44, un 30,8% de 45 a 60 i un 11,5% 65 anys o més.
L'edat mediana era de 41 anys. Per cada 100 dones de 18 o més anys hi havia 114,5 homes.
La renda mediana per habitatge era de 45.194 $ i la renda mediana per família de 49.783 $. Els homes tenien una renda mediana de 31.915 $ mentre que les dones 27.721 $. La renda per capita de la població era de 24.022 $. Entorn del 6,1% de les famílies i el 8,6% de la població estaven per davall del llindar de pobresa.

## Poblacions més properes
El següent diagrama mostra les poblacions més properes.